# Lerici
Lerici (Lérze in der ligurischen Sprache) ist eine italienische Gemeinde in Ligurien mit 9346 Einwohnern (Stand 31. Dezember 2023) und liegt elf Kilometer von der Provinzhauptstadt La Spezia entfernt.

## Geographische Lage
Lerici liegt am östlichen Ende der Riviera, des französisch-italienischen Küstenabschnitts des Ligurischen Meers, an der Ostseite des Golfs von La Spezia, der auch Golfo dei Poeti (dt.: der Dichter) genannt wird. Im Golf gegenüber von Lerici liegt Porto Venere. Lord Byron durchschwamm einst den Golf von La Spezia von Porto Venere nach Lerici.
Schon Dante traf diese geographische Zuordnung und vergleicht die Steilheit des untersten Felshanges des Fegefeuerberges in seinem Werk „Göttliche Komödie“ mit dem Klippenrand der Riviera, die sich von La Turbie (italienisch Turbia) bis Lerici erstreckt, mit folgenden Worten:

„Von Lerici bis nach Turbia hin

Ist selbst der schroffeste Absturz eine Steige,

Bequem und frei zugänglich gegen ihn.“

## Einwohnerentwicklung
In Lerici lebten 1861 6.301 Einwohner. Von 1901 bis 1971 stieg die Anzahl von 9.912 auf 14.680 Einwohner an und ist seitdem wieder bis zum Jahr 2001 auf 10.900 Einwohner gesunken.

## Geschichte
Das von den Etruskern gegründete „Portus Lunae“ war im Mittelalter lange von Genua und Pisa umkämpft. 1152 wurde Lérici das erste Mal erwähnt. Die Pisaner setzten sich hier im Jahre 1241 fest, bauten die Burg, die anschließend von den Genuesen zu einem Kastell im pisanisch-genuesischen Stil erweitert und befestigt wurde. 1256 erobert Genua die Stadt und beendet die Besetzung durch Pisa. Die großen Villen der Adelsfamilien wurden im 17. und 18. Jahrhundert erbaut. Lerici und sein nördlicher Vorort San Terenzo entwickelten sich ab dem 19. Jahrhundert zu einem Ferienort.
Percy Bysshe Shelley und seine Ehefrau Mary Shelley mieteten von April bis September 1822 die weiße Strandvilla Villa Magni in San Terenzo. Am 8. Juli 1822 geriet der Segler Percy Bysshe Shelley bei der Rückfahrt von Livorno in einen Sturm und ertrank. Sein Freund Lord Byron ließ den Leichnam am Strand von Viareggio verbrennen, wo der Körper angeschwemmt worden war. Die Popularität von Shelley und Byron führte zu der Bezeichnung Golf der Dichter (Golfo dei Poeti) für den Golf von La Spezia und zog Touristen und Schriftsteller an.
Folgende Schriftsteller haben Lerici bzw. San Terenzo besucht: Henry James 1909, Paolo Mantegazza 1910, D. H. Lawrence, Virginia Woolf 1933, Gabriele D’Annunzio und Sem Benelli.

## Kultur und Sehenswürdigkeiten
Auf der Burg von Lerici (erbaut circa 1100 bis 1550) befindet sich neben der imposanten Festung mit dem fünfeckigen Turm auch die Kapelle Sant’Anastasia aus dem 13. Jahrhundert. Die Festung beherbergt heute ein paläontologisches Museum („Museo Geopaleontologico“). In der Burg von San Terenzo, einem Ortsteil von Lerici, ist ein Museum untergebracht, das dem Ehepaar Shelley gewidmet ist. Auf dem Hügel zwischen Lerici und San Terenzo liegt das Anwesen der Villa Marigola.
Die Pfarrkirche von San Francesco in Lerici stammt aus dem 12. Jahrhundert. Viele der Kunstwerke in der Kirche sind Werke der Genueser Schule, die Madonna mit dem Kind im nahen Oratorium von San Bernardino stammt von Domenico Fiasella. Zwischen Lerici und Tellaro bei La Cala liegt ein Schiffswrack aus römischer Zeit. Auf der Landspitze von Maralunga befindet sich eine Küstenbefestigung aus dem 19. Jahrhundert.

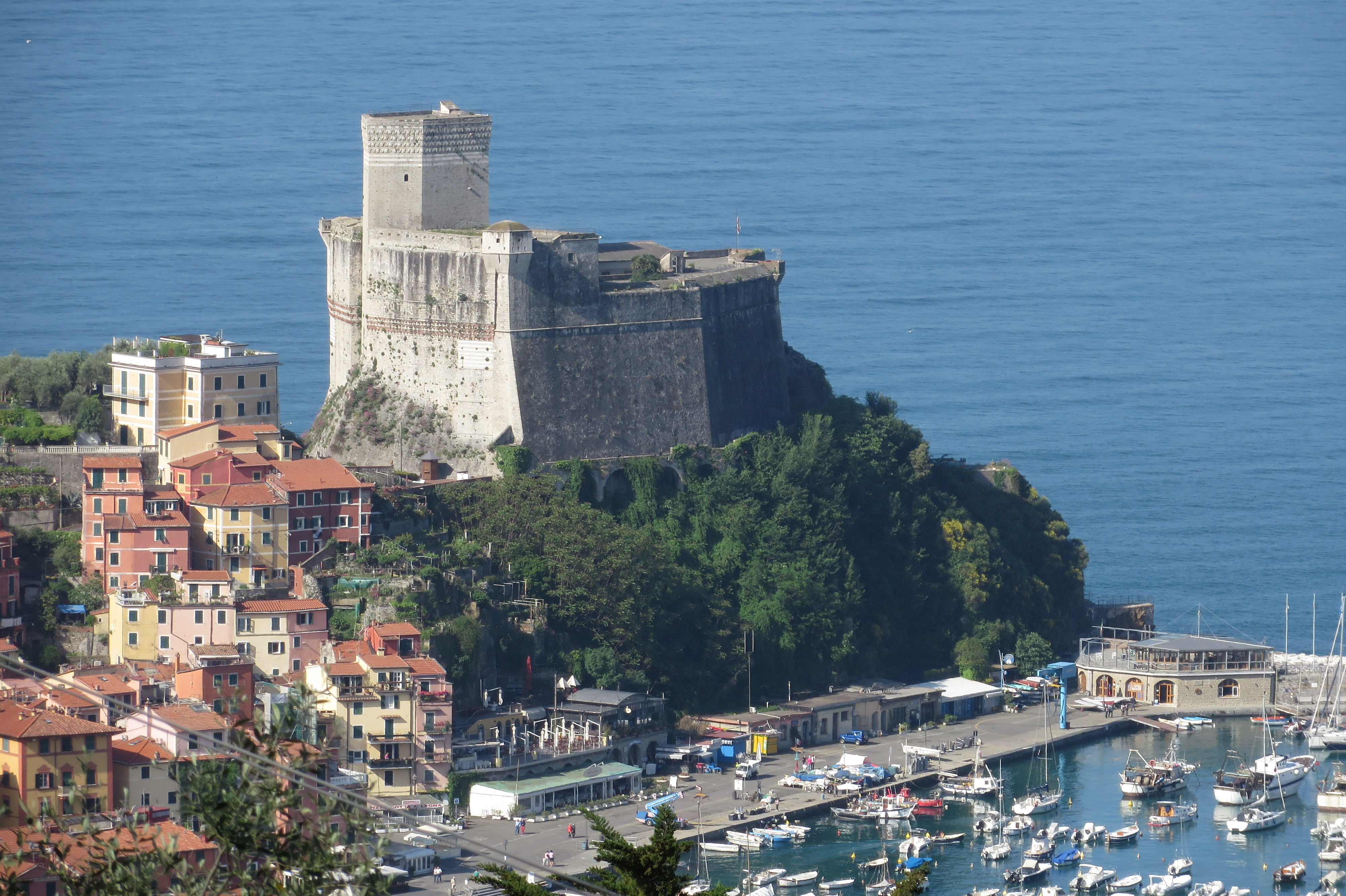
Hafen mit Burg
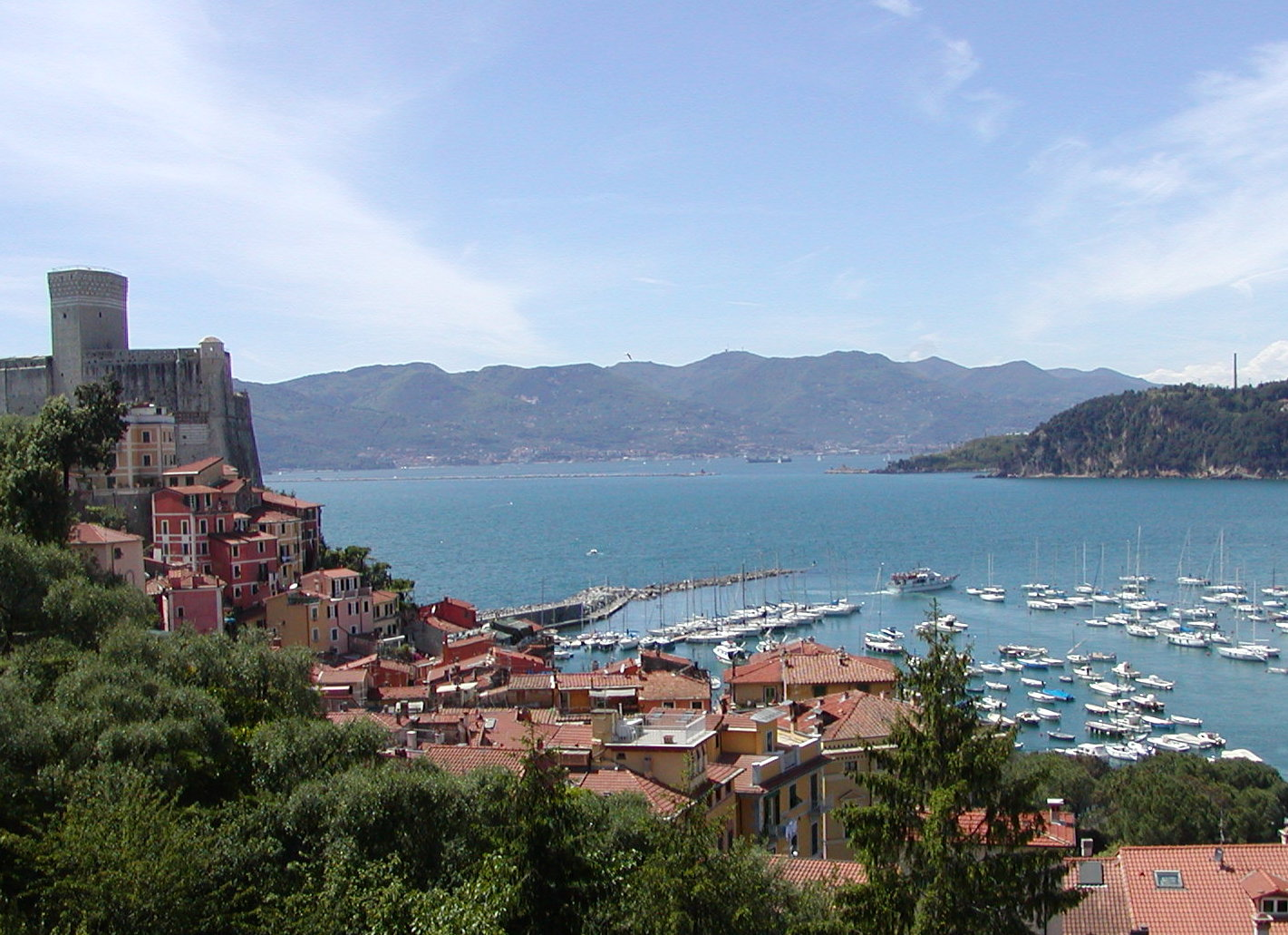
Bucht von Lerici
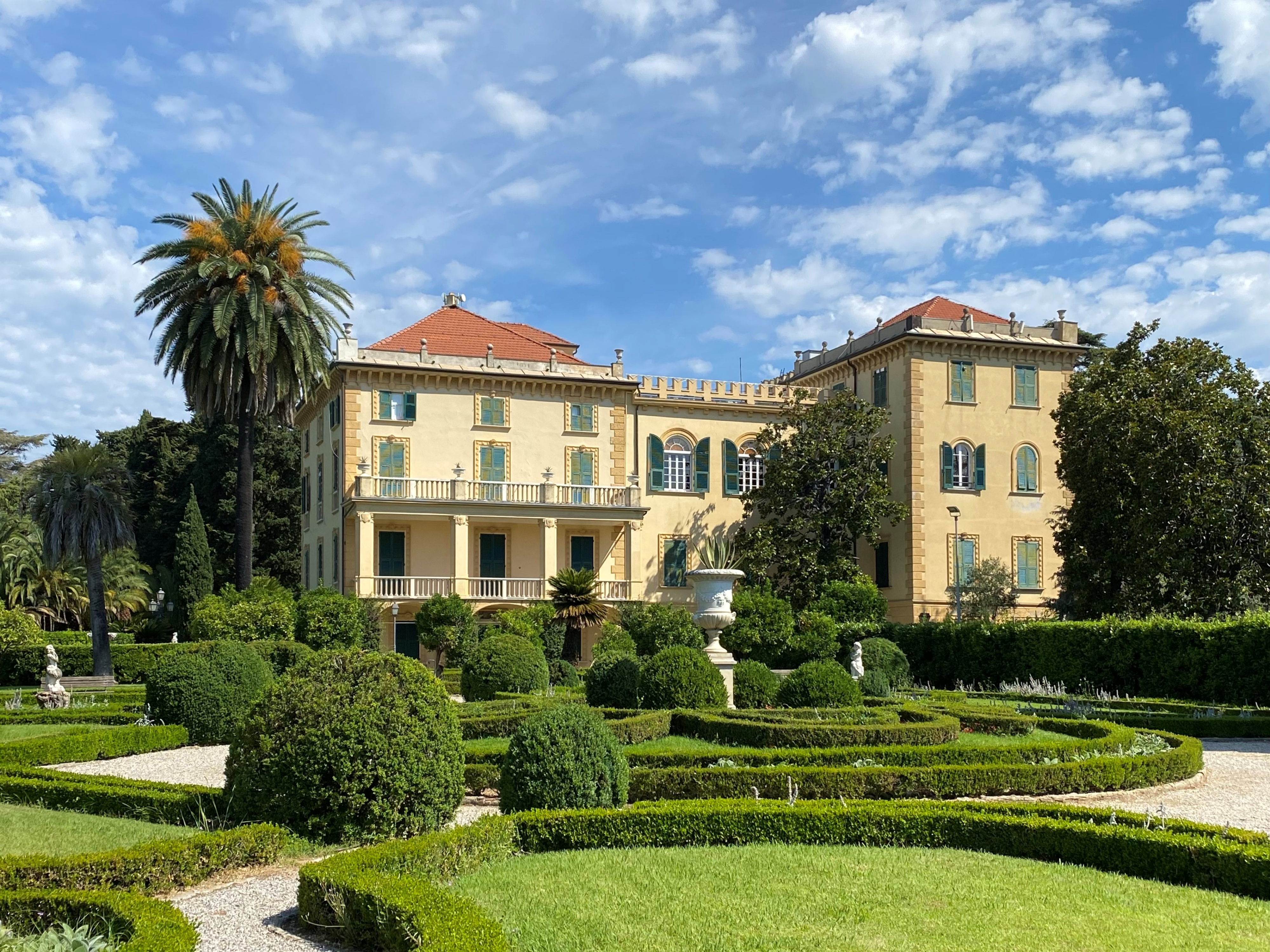
Villa Marigola

## Gemeindepartnerschaften
Lerici unterhält einer Partnerschaft mit der französischen Stadt Mougins.

## Söhne und Töchter der Gemeinde
- Giorgio Cargioli (* 1922), Radrennfahrer
- Doriano Romboni (1968–2013), Motorradrennfahrer